# Opio

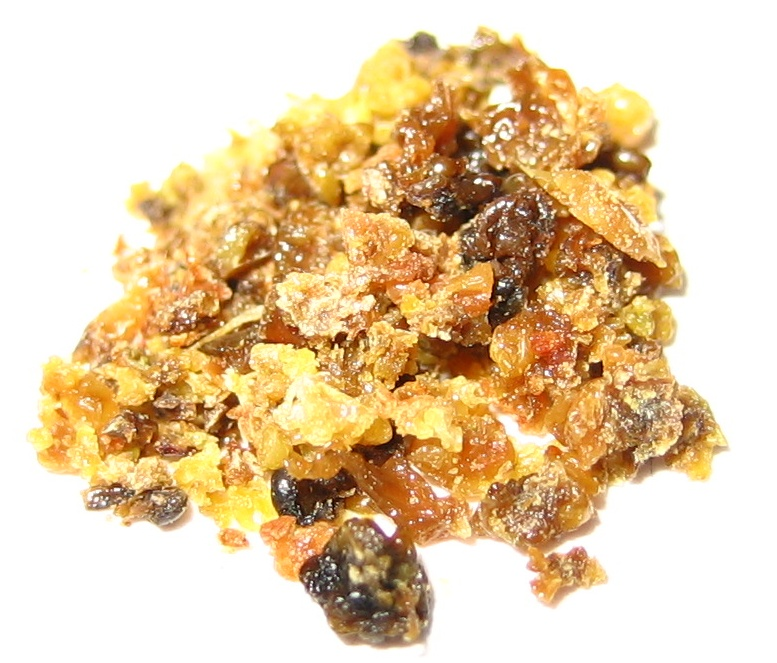
Opio en bruto.

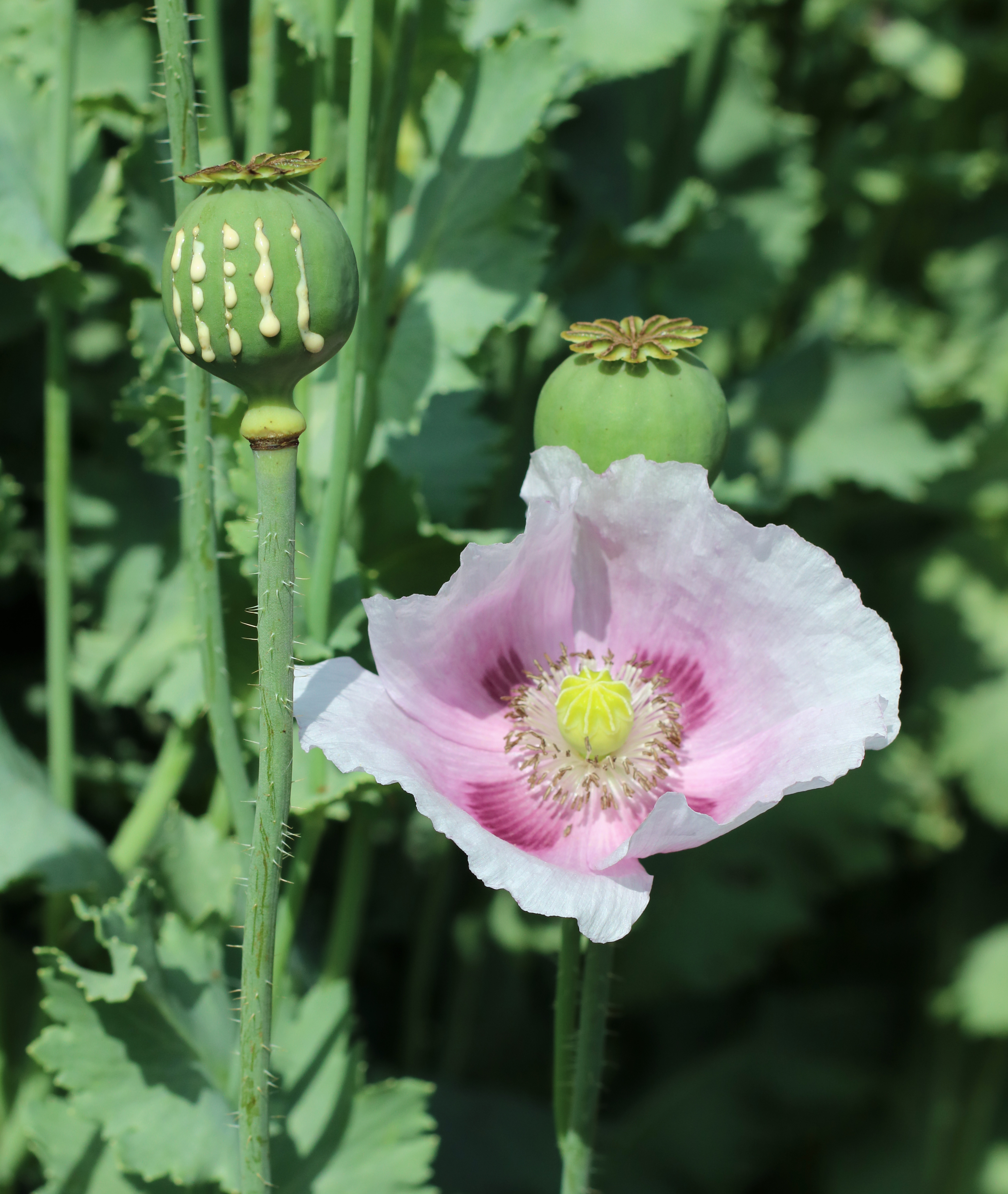
Papaver somniferum

El opio es una mezcla compleja de sustancias que se extrae de las cápsulas de la adormidera (Papaver somniferum), que contiene la droga narcótica y analgésica llamada morfina y otros alcaloides.
La adormidera, igual que una amapola común, es una planta que puede llegar a crecer un metro y medio. Destacan sus flores blancas, violetas o fucsias. Es una planta anual que puede comenzar su ciclo en otoño, aunque lo habitual en el hemisferio norte es a partir de enero. Florece entre abril y junio dependiendo de la latitud, la altura y la variedad de la planta, momento en el que se puede proceder a la recolecta del opio.

## Etimología
El término «opio» deriva del griego ópion que significa ‘jugo’, refiriéndose al látex que exuda la adormidera al cortarla.
Otros nombres del opio son o-fu-jung (‘veneno negro’ en chino), ahiphema en hindi o schemeteriak en persa. En inglés también se conoce con el acrónimo GOM (God’s Own Medicine: ‘la propia medicina de Dios’).

## Historia

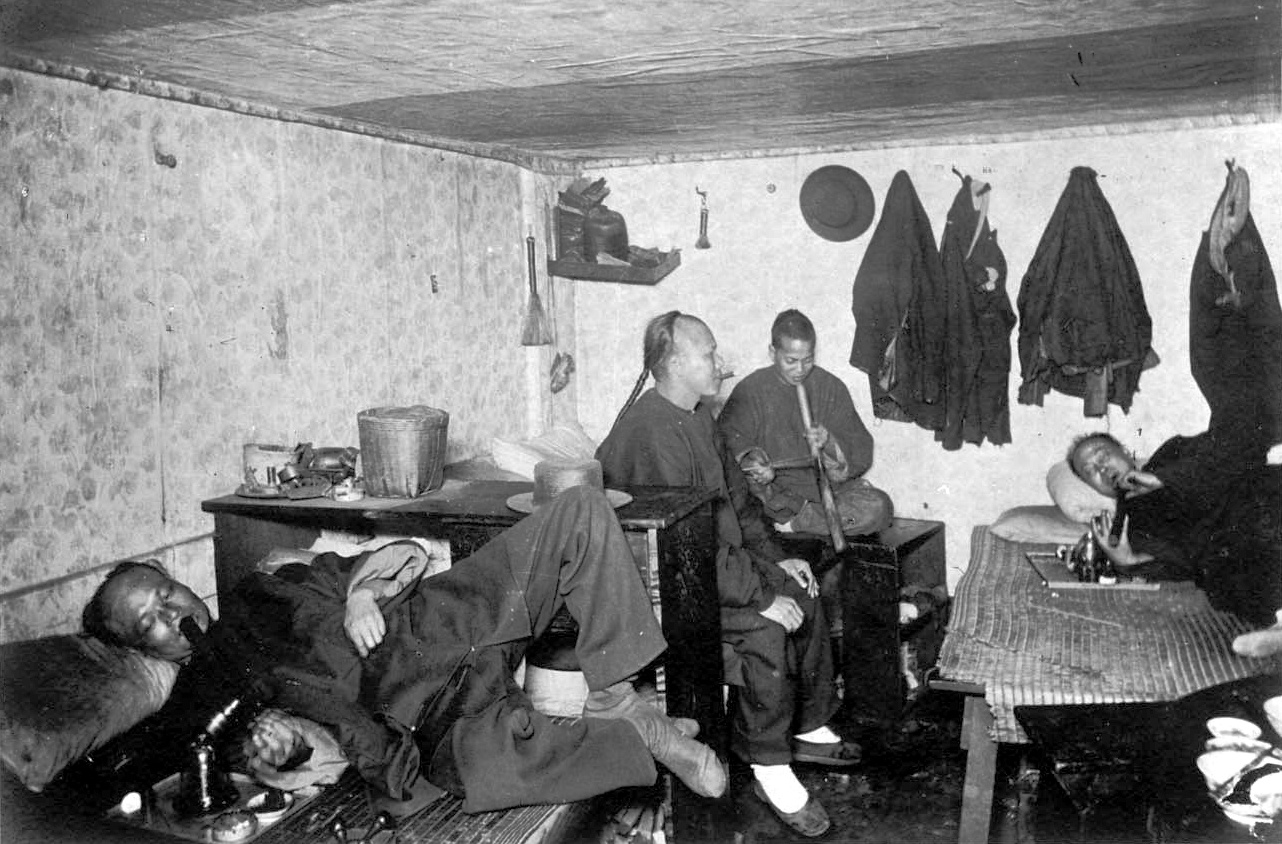
Fumadero de opio en una casa de huéspedes china en San Francisco (c. 1890)

En tablillas sumerias del III milenio a. C. se lo menciona mediante una palabra que también significa ‘disfrutar’.[cita requerida]
En los cilindros babilónicos más antiguos se encuentran representaciones de cabezas de adormidera.[cita requerida]
En el palacio de Ashurnasirpal II en Nimrud (Asiria, actual Irak) existía un bajorrelieve de una diosa rodeada de adormideras, creado en el año 879 a. C. (actualmente se encuentra en el Museo Metropolitano de Nueva York, en la galería de arte asirio).[cita requerida]
En algunas imágenes de la cultura cretense-micénica se muestran los efectos de la adormidera en imágenes.[cita requerida]

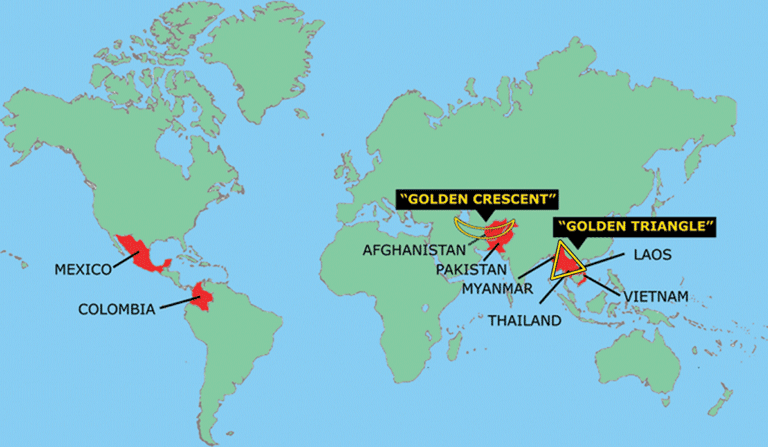
Mapa del cultivo de opio para la producción de heroína.

Su empleo médico se remonta quizá al Antiguo Egipto, donde muchos jeroglíficos mencionan el jugo que se extraía de estas cabezas (el opio) y lo recomiendan como analgésico y calmante, tanto en pomadas como por vía oral y rectal. Uno de sus empleos reconocidos, según el papiro Ebers, es «evitar que los bebés griten fuerte». El opio tebaico aparece mencionado ya por Homero (en la Odisea) como algo que «hace olvidar cualquier pena», y simbolizaba la máxima calidad en toda la cuenca mediterránea.
En tiempos del poeta épico griego Hesíodo (siglo VII a. C.), la ciudad que luego se llamaría Sición se llamaba Mekone (‘adormidera’). Esta planta fue siempre símbolo de Deméter, diosa de la fecundidad. Las mujeres casadas sin hijos portaban broches y alfileres con la forma de su fruto, y los enamorados restregaban pétalos secos para averiguar por los chasquidos el futuro de su relación.
Los griegos la cultivaban y utilizaban con fines lúdicos y medicinales: como analgésico, en forma de infusiones o con el opio en bruto para el dolor de muelas, como antidiarreico, fiebres y para hacer dormir a los niños.
El historiador Heródoto (m. 425 a. C.) hace la primera mención explícita del uso medicinal de esta droga. En los primeros templos de Esculapio (que eran instituciones parecidas a los hospitales actuales), nada más llegar los pacientes eran sometidos a una incubatio o ‘ensueño sanador’.
Hipócrates es el que le da su nombre actual a la droga, que traduce opós mekonos: ‘jugo de adormidera’. Él lo recomienda como tratamiento para la histeria, que considera como una «sofocación uterina».
En el siglo III a. C., el filósofo y científico griego Teofrasto (372-287 a. C.) estudia el opio en sus tratados botánicos:
- Historia de las plantas, en nueve libros (originalmente diez).
- Sobre las causas de las plantas, en seis libros (originalmente ocho).

Heráclides de Tarento, médico de Filipo I contribuyó a fomentar su difusión, preconizándolo para «calmar cualquier dolor».
Los médicos griegos se volvieron expertos en crear antídotos para el envenenamiento, que —tomados cotidianamente— inmunizaban al usuario. Estas zeriaka o triacas contenían venenos (como la cicuta y el acónito), pero en pequeñas dosis. Con el tiempo llegó a haber más de mil recetas de triacas, y todas contenían distintas cantidades de opio.
Cuando Galeno confeccionó su Antídoto Magno, en el siglo II, ya la proporción de jugo de adormidera en las triacas había crecido hasta ser un 40 % del total. Siguiendo sus recomendaciones, el emperador Marco Aurelio abría las mañanas con una porción de opio «grande como un haba de Egipto y desleída en vino tibio».
Prácticamente todos los emperadores romanos usaban a diario triacas. Nerva, Trajano, Adriano, Septimio Severo y Caracalla emplearon opio puro en terapia agónica y como eutanásico.
El mismo tipo de suicidio utilizaban incontables ciudadanos romanos, patricios y plebeyos, pues eso se consideraba una prueba de grandeza moral.
Como comenta Plinio el Viejo, «de los bienes que la naturaleza concedió al hombre ninguno hay mejor que una muerte a tiempo, y lo óptimo es que cada cual pueda dársela a sí mismo» (Historia Natural, 18.2.9).
Los romanos acuñaron monedas con la figura de la adormidera. En su libro Materia médica, que es el tratado farmacológico más influyente de la Antigüedad, Dioscórides describe el opio como algo que «quita totalmente el dolor, mitiga la tos, refrena los flujos estomacales y se aplica a quienes dormir no pueden». Por él —y por muchos otros escritores romanos— se sabe que la demanda de opio excedía la oferta, siendo frecuente su adulteración.
Durante el Imperio el opio, como la harina, fue un bien de precio controlado, con el cual no se permitía especular. En el año 301, un edicto de Diocleciano sobre precios fijaba el del modius castrense (una vasija con capacidad para 17,5 litros) en 150 denarios (unos 10 denarios por kilo). En cambio el kilo de hachís (un bien de precio libre) costaba entonces 80 denarios el kilo. Poco después, en el año 312, un censo reveló que hubo 793 tiendas dedicadas a vender el producto en la ciudad de Roma, y que su volumen de negocio representó el 15% de toda la recaudación fiscal.
Sin embargo, este formidable consumo no genera problemas de orden público o privado. Aunque se cuentan por millones, los usuarios regulares de opio no se consideran enfermos ni marginados sociales. La costumbre de tomar esta droga no se distingue de cualquier otra costumbre —como madrugar o trasnochar, hacer mucho o poco ejercicio, pasar la mayor parte del tiempo fuera o dentro de casa—. De ahí que no haya en latín una expresión equivalente a «opiómano», si bien ya había al menos una docena de equivalentes a «dipsómano» (alcohólico).

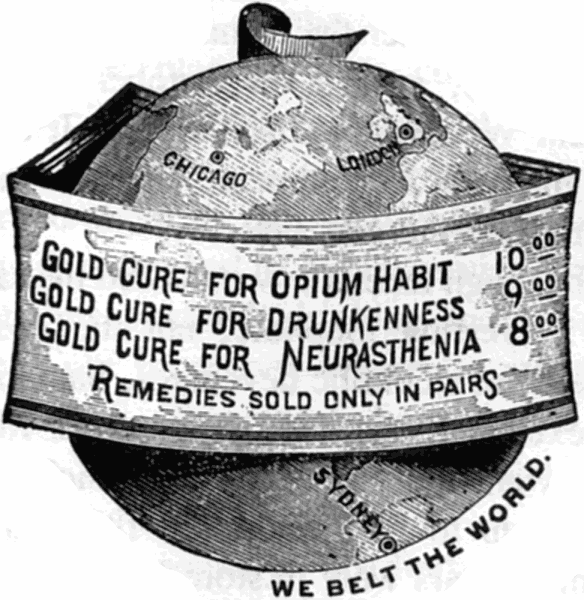
Remedio para la adicción al opio, el alcoholismo y la neurastenia («Se vende sólo en parejas. Rodeamos el mundo»).

Falta en la Antigüedad quien considere el opio como panacea, y también como cosa despreciable. Desde tiempos de Heródoto hasta los autores de triacas no hay una sola noticia de alguien envilecido por el uso del opio.
Esta planta llegó desde la cuenca mediterránea portada por Alejandro Magno hasta Asia.
En Persia, en el siglo XI, el médico, filósofo y científico Ibn Sīnā (Avicena) —el mayor médico de la cultura islámica clásica— lo utilizaba como eutanásico. Y su predecesor Al-Razi o Rhazes, también persa, otorga a esa sustancia un lugar dominante en la farmacopea como anestésico y analgésico.
En el califato de Córdoba (España), vuelve a prepararse la triaca magna o galéncia para la corte de Abderramán; también aparecen allí varios libros sobre botánica medicinal y farmacia, inconcebibles en cualquier reino cristiano de la época.
Tomando como núcleo productor las plantaciones turcas e iraníes, la rápida expansión del Islam diseminó el opio desde Gibraltar hasta Malasia, en pastillas que a veces llevaban el sello mash Allah (‘regalo de Dios’).
Hacia el siglo IX sus usuarios solían comerlo, aunque los persas ya acostumbraban fumarlo; también era frecuente consumirlo en jarabes de uva, mezclado con hachís.

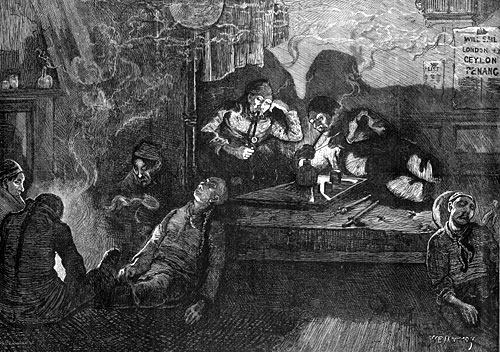
Representación de un fumadero de opio del East End londinense, 1874.

La cultura árabe se servía del opio como euforizante general, recomendable para el tránsito de la segunda a la tercera edad, y para sobrellevar los sinsabores de esta última. Se consumía tanto en privado como en divanes públicos (equivalente a los casinos occidentales).
Según Hans Sachs, un famoso autor de calendarios, a mediados del x. XVI escribe:

Al recorrer el campo de batalla, vieron con sorpresa que los sarracenos seguían teniendo el falo duro y erecto. El médico de campaña —sin dar muestras de extrañeza— les explicó que aquello no tenía nada de extraordinario, pues de todos era bien sabido que los turcos acostumbraban tomar opio, y que el opio produce excitación sexual aún después de la muerte.
Hans Sachs

Muchas medicinas del siglo XIX se basaban en una preparación a base de opio, el láudano.

### Guerras del opio

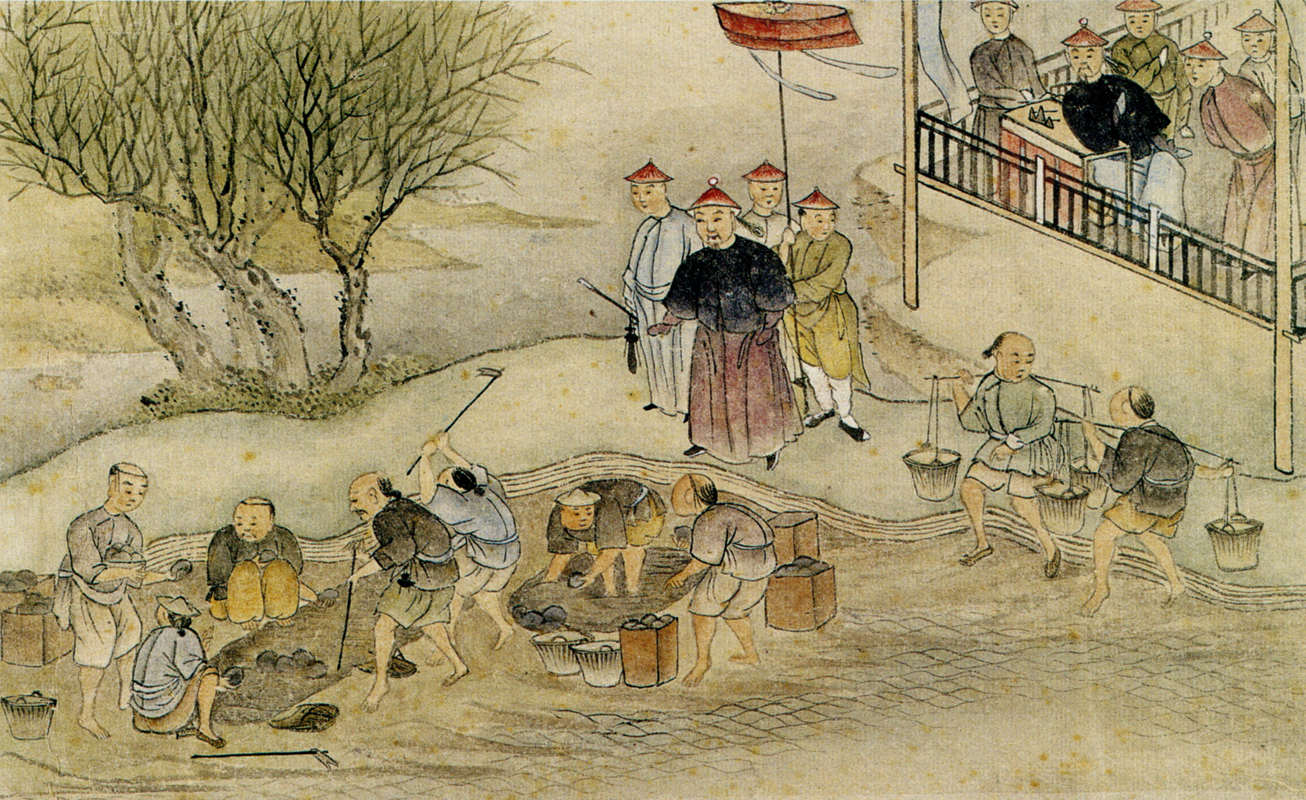
Funcionarios chinos destruyen una partida de opio de exportación.

El mercadeo de opio por parte del Reino Unido, Francia y Estados Unidos a China generó un conflicto de grandes proporciones. Los chinos consideraban que Occidente no tenía nada de valor con lo que comerciar, pero los comerciantes británicos y estadounidenses, fuertemente respaldados por la Corona británica, vieron en el opio la posibilidad de tener intercambio.
Para 1839 el opio ya estaba al alcance de los obreros y campesinos. Se generó con esto un gran crecimiento de usuarios en China, por lo que el propio emperador debió tomar cartas en el asunto, nombrando a Lin Hse Tsu para que frenara el tráfico de opio.
Lin Hse Tsu mandó una carta a la reina Victoria I del Reino Unido pidiéndole que no traficara más con opio. Sin embargo, Reino Unido no accedió a las peticiones chinas, estallando poco después la primera guerra del Opio, que generó un estímulo para que más mercaderes fueran a China desde Estados Unidos y el Reino Unido. Muchas de las grandes fortunas de Estados Unidos fueron basadas en este narcotráfico, que era encubierto, pues decían que se comerciaba con té o tabaco. Se le llamaba China Trade o Far East Trade.

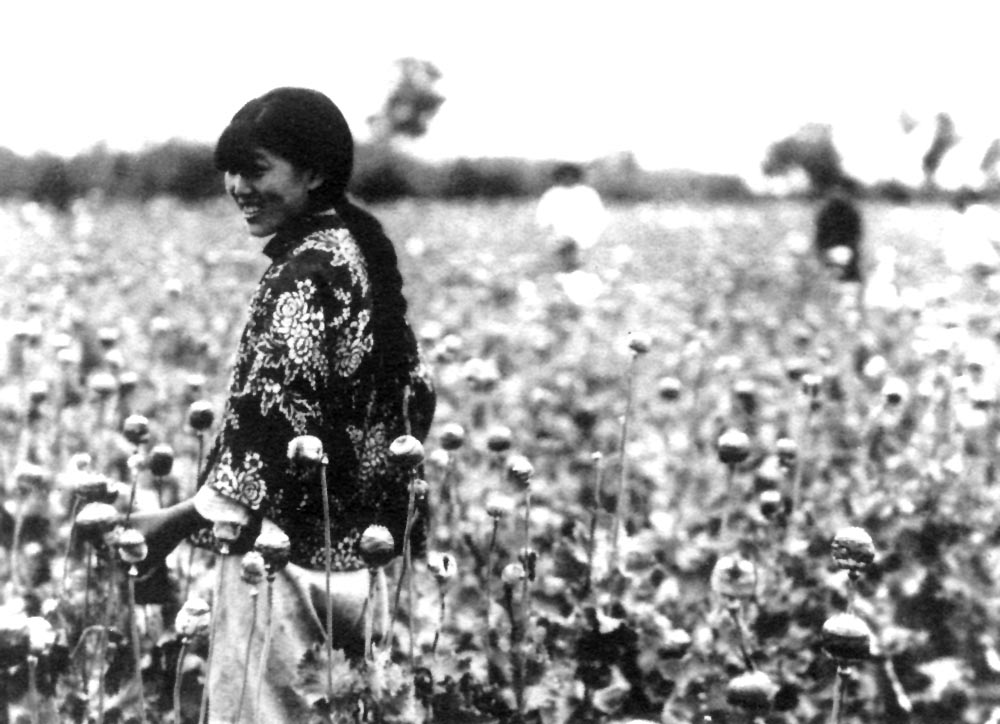
Joven china cosechando frutos de adormidera en Manchukuo.

A causa de la alta demanda de productos y la baja demanda de mercancías, Gran Bretaña tenía un gran déficit comercial con China y debía pagar estos artículos con dinero. Gran Bretaña comenzó a exportar ilegalmente opio a China desde la India Británica en el siglo XVIII para contrarrestar su déficit. El comercio del opio creció rápidamente, y el flujo de plata comenzó a reducirse. En 1829, el emperador Daoguang prohibió la venta y el consumo de opio a causa del gran número de adictos.
El emperador censuró el opio en China debido al efecto negativo de este en la población. Los británicos en cambio, veían al opio como el mercado ideal que los ayudaría a compensar el gran comercio con China. Estas guerras y los subsiguientes tratados firmados entre las potencias dieron como resultado que varios puertos de China se abrieran al comercio con Occidente, lo que condujo en parte a la caída de la economía china. Estas guerras se consideran la primera guerra del Opio.

## Extracción y preparación
El opio se extrae realizando incisiones superficiales en las cabezas, todavía verdes, de la adormidera los pétalos de las flores. Los cortes exudan un látex blanco y lechoso, que al secarse se convierte en una resina pegajosa marrón. Esta resina se raspa de las cabezas obteniéndose así el opio en bruto. Al dejar secar este durante más tiempo, se convierte en una piedra más oscura y cristalina a la vez que pierde agua y se concentran los alcaloides.

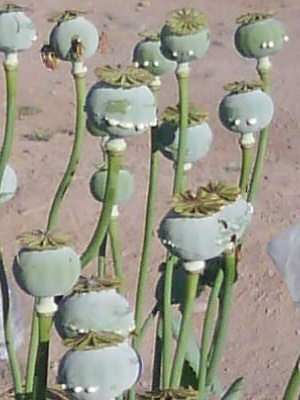
Cabezas de adormidera recién rajadas.

### Alcaloides
El opio contiene los siguientes alcaloides, derivados del metabolismo de los aminoácidos fenilalanina y tirosina:
Fenantrenos (Morfinanos)
- Morfina entre el 10-15 %
- Heroína
- Codeína
- Tebaína

Benzilisoquinoleínas
- Narcotina
- Papaverina
- Noscapina
- Narceína

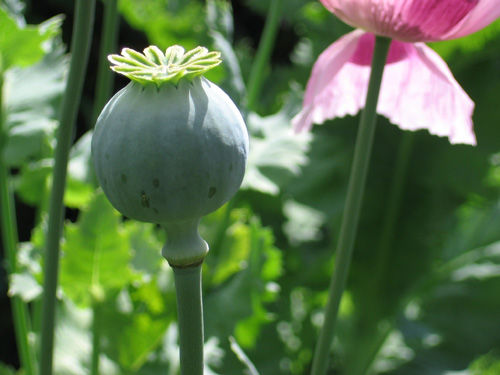
Cabeza de adormidera a la que ya se le han caído los pétalos.

Para la extracción de los principios activos se utiliza el método Gregory, recogiendo toda la planta, excluyendo raíces y hojas (paja de adormidera), triturándola y diluyéndola en ácidos, tratándola después con un proceso ácido/base. Este método fue creado en el Reino Unido durante la Segunda Guerra Mundial.

## Semillas de adormidera
Una vez seca la planta, las cabezas contienen centenares de semillas redondas de un milímetro de diámetro aproximadamente, que salen de manera natural por las aberturas de la parte superior de la planta, debajo de la corona. Las semillas no contienen alcaloides, o los contienen pero en cantidad irrelevante.[cita requerida]

## Efectos
Los primeros efectos se dejan notar como relajación y somnolencia. A medida que crece el efecto, se sienten hormigueo y picores en todo el cuerpo, se deja de sentir dolor, si se padecía, y se aumenta la sensación táctil. A medida que se cae en los efectos narcóticos, se empieza a soñar en duermevela y se siente una gran relajación.

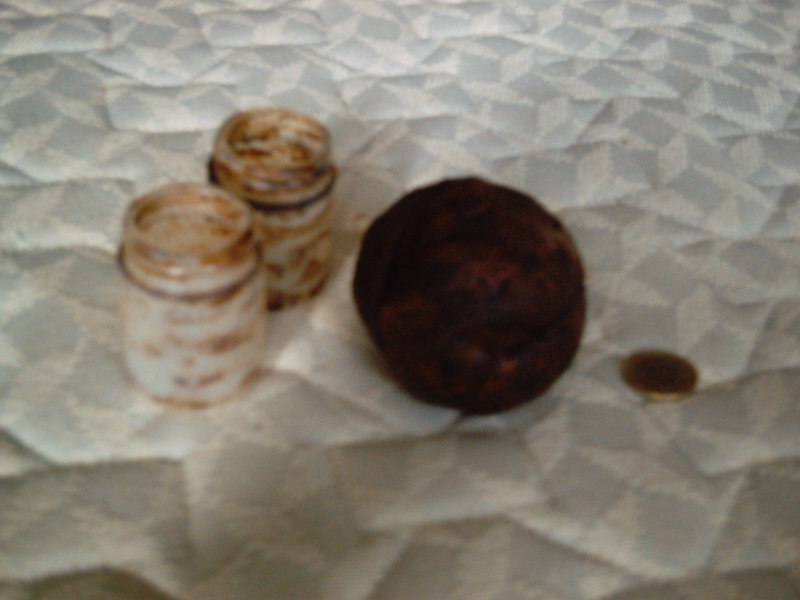
Bola de 200 gramos de opio.

## Modos de consumo

### Fumado
Tradicionalmente se prepara el opio diluyéndolo en agua y calentándolo a fuego lento. Luego se filtra y se calienta otra vez hasta evaporar toda el agua. El resultado es un preparado para fumar sin ceras y otras sustancias no deseadas, con un nivel de morfina más concentrado, aunque también es posible fumar el opio en bruto.
El método más eficiente consiste en utilizar un cuchillo calentado al rojo vivo, aplicándolo sobre la piedra de opio e inhalando todo el humo resultante con un embudo.
Otro sistema consiste en una pipa metálica, para que el opio pueda llegar a hervir, y suficientemente larga para que el humo se enfríe.
También se puede fumar en papel de aluminio, aunque le toma más tiempo transformarse en gota y correr papel abajo.
Un cigarrillo de opio no llega a la temperatura adecuada y se pierde gran parte de su efectividad.

### Ingerido
Al ingerir opio, lo primero que se nota es su desagradable sabor. Ingerido, los efectos pueden tardar entre media hora y dos horas en empezar, y mantenerse de ocho a catorce horas. Ingerir opio por vía oral afecta más que fumarlo.

### Tisana
Con la planta seca triturada, se puede preparar una infusión.

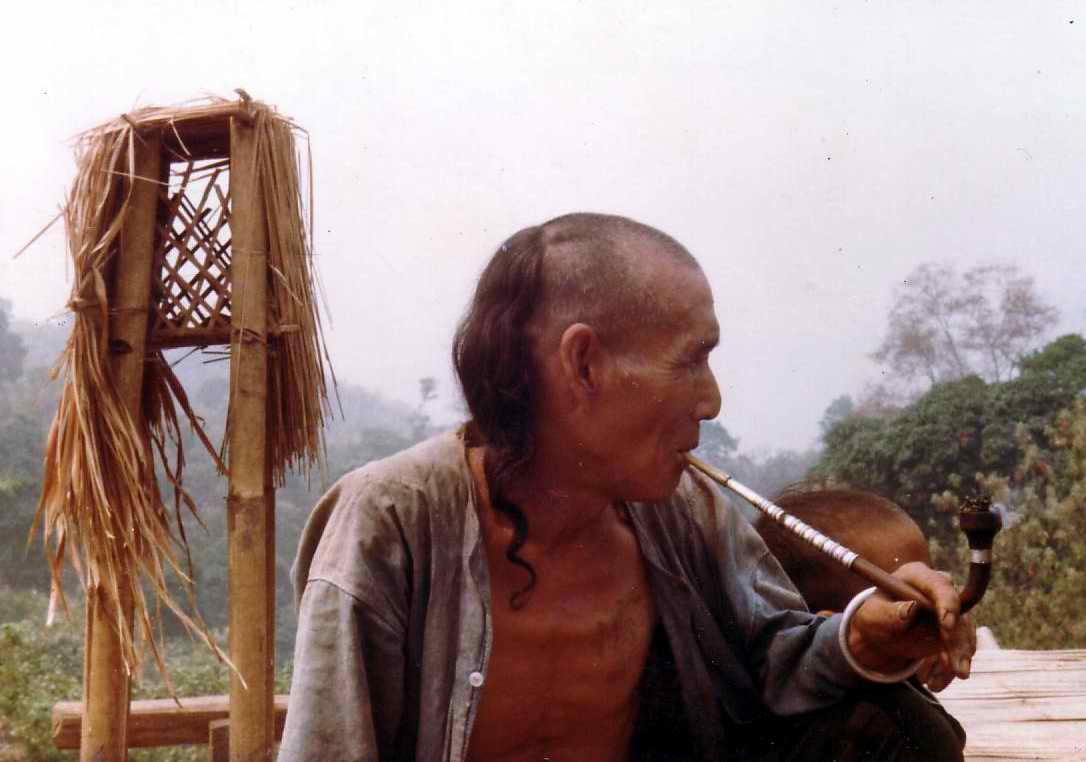
Hombre akha fumando opio en pipa.

Se dan casos en que el opio es preparado en una cuchara como si fuera heroína y se inyecta directamente en las venas, método contraproducente, pues produce dolor e inflamación posteriores.

### Preparados medicinales
El opio también puede ser utilizado para la elaboración de distintos preparados magistrales tales como el láudano y el elixir paregórico, para ser ingeridos por vía oral.

## Ensayos

### Ensayos botánicos
- Masas redondas u ovoides de consistencia variable, olor típico y desagradable, sabor picante y amargo.
- Microscopio: Masas grisáceas y granulosas, restos de epicarpio en forma de piel de pantera, vasos, cristales y algunos granos de almidón.

### Ensayos físico-químicos
- Ensayos generales de alcaloides
- Reacción de Marquis: (Formaldehído + Ac. Sulfúrico + MeOH --> Morfina da color rojo y codeína color azul.
- Extracto acuoso de opio: Ac mecónico + FeCl3--> color rojo, que persiste al añadir HCl.

- Los distintos alcaloides se ponen de manifiesto por CCF, revelando con iodobismutato de potasio y sulfúrico, se observan bandas de distinto color de morfina, codeína, papaverina y tebaína.
- Mediante HPLC se determina la cantidad de alcaloides, que en cuanto a morfina debe estar sobre un 10% y de codeína, un 2%.

## Legislación
En la mayoría de los países del mundo, el opio está catalogado en los del grupo I, por lo que está rigurosamente prohibido su comercio y posesión con fines lucrativos. Es una sustancia ilegal y controlada en distintos países, aunque algunas legislaciones pueden ser más laxas al respecto que otras.

## El opio en el mundo
La producción legal de opio en el mundo está legislado por la Convención Única sobre Estupefacientes de Naciones Unidas y otros tratados, bajo la supervisión individual de cada país productor. El mercado de exportación mundial se reguló a raíz del descubrimiento, en 1930, de una gran red internacional que lo introducía en el mercado negro a partir de la producción legal.
Muy pocos países autorizan legalmente el cultivo de adormidera o amapola para producir opio y extraer sus principios activos como la morfina y la codeina, entre otros. Estos países son la India, Francia, Turquía, Serbia y España, concentrándose la mayor parte de los cultivos en el sur de la península ibérica.

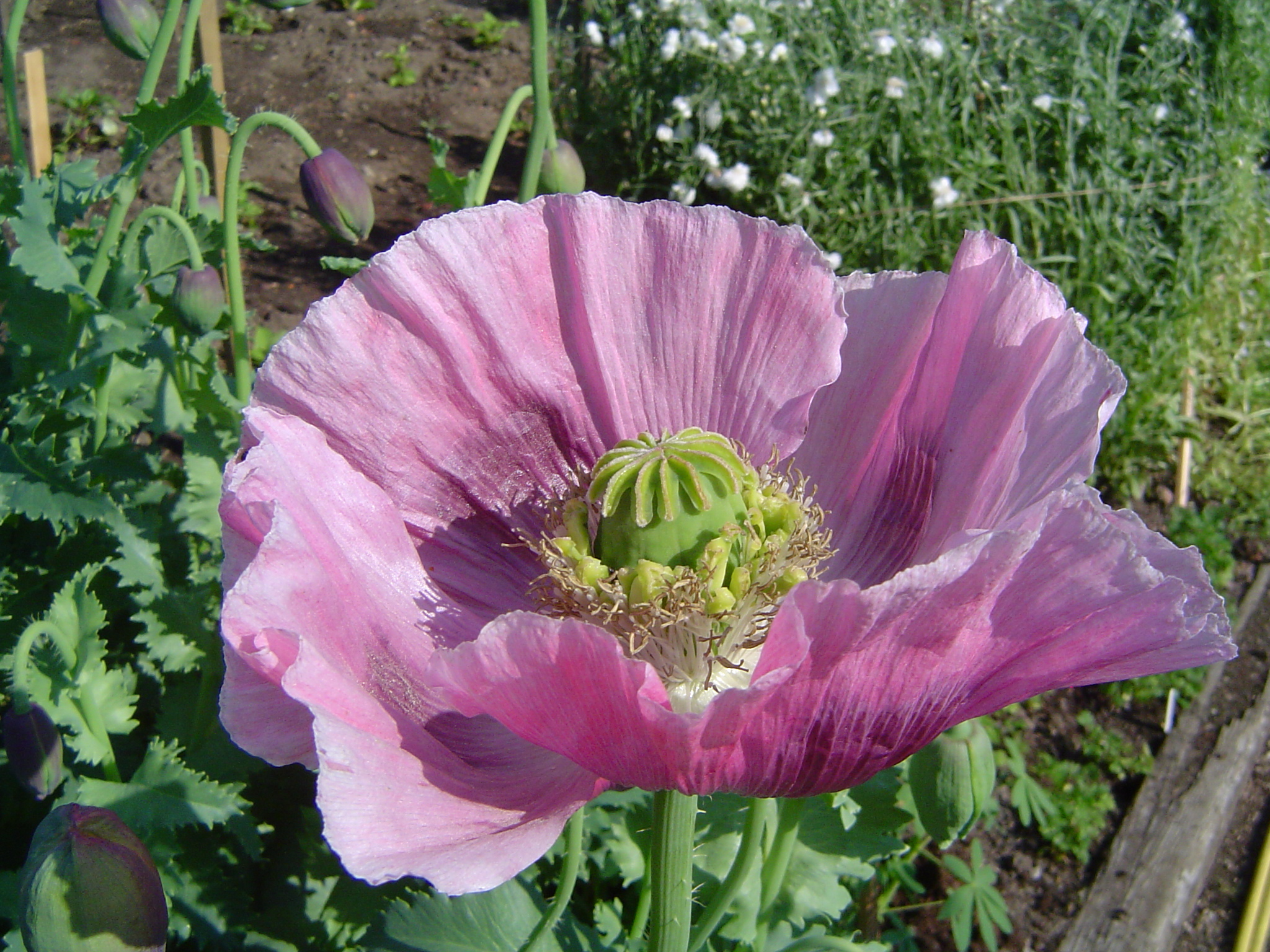
Adormidera con sus flores.

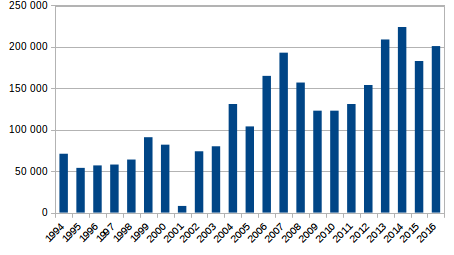
Cultivo de adormidera en Afganistán, 1994–2016 (hectáreas).

La India es el mayor productor legal a nivel mundial y el único que produce opio a la manera tradicional de la incisión.
Otros países que cultivan opio para la exportación legal son Francia, con su compañía Francopia, que produce el 25% de la demanda mundial, con ventas alrededor de 60 millones de euros, además de la región de Tasmania en Australia.
El Sudeste Asiático, concretamente Birmania, es uno de los mayores productores y exportadores ilegales de opio en forma de heroína a nivel mundial, dándose las tres cuartas partes de esta producción y comercialización mundial en Afganistán. En 2021, su cultivo llegó a ser el 85% de la producción mundial. En el caso afgano, el problema se trata de regular otorgando licencias a los cultivadores locales, por parte de Naciones Unidas, para su exportación legal, aunque también mediante la quema de campos y destrucción de granjas de producción por acciones militares. Sin embargo, en 2023 el gobierno talibán, quienes regresaron al poder en 2021 tras una ofensiva contra el gobierno afgano, en simultáneo con la retirada de las tropas de Estados Unidos del país ese año, prohibieron el cultivo de amapola en el país, lo que hizo decaer la producción de opio, pasando a ser Birmania el mayor productor en el mundo,
Estados Unidos es el mayor consumidor de productos farmacéuticos derivados del opio tanto legales (morfina) como ilegales (heroína).
Actualmente, el Consejo de Senlis promueve una iniciativa bajo el lema de «Amapola para Medicinas» que trata de la posible producción de una marca afgana de morfina en los pueblos afganos. Este proyecto utilizará los dos recursos que existen en las zonas rurales de Afganistán:
1. La tradición y la experiencia de cultivar la amapola.
2. Los sistemas locales de control social.

Combinando estas dos realidades de las comunidades locales, se puede fomentar actividades económicas en la economía legal y hacer un primer paso en el proceso importante de desarrollo rural.
En un artículo publicado en 2007 en la revista The Washington Quarterly, Peter van Ham y Jorrit Kamminga explican en más detalle los diversos elementos de un sistema de «Amapola para Medicinas» que, según los autores, funcionará como puente entre el problema de desarrollo y la crisis de seguridad en el país asiático.

## En la cultura popular
- Opio, canción de Héroes del silencio.
- Confesiones de un inglés comedor de opio, novela de Thomas de Quincey.
- Los paraísos artificiales, de Charles Baudelaire.
- La puerta de las cien penas, cuento de Rudyard Kipling.
- Fumadores de opio, relatos de Jules Boissière.
- Opio, el diario de una desintoxicación, obra de Jean Cocteau.
- Autobiografía de un adicto al opio. de Herbert R. Robinson, título que hace referencia a la obra de Thomas de Quincey.
- Yonqui y El almuerzo desnudo, novelas de William Burroughs.
- Opio, novela de Maxence Fermine.
- Todo bajo el cielo, novela de Matilde Asensi.
- Narcopolis, novela de Jeet Thayil.
- La piedra lunar, novela de Wilkie Collins.
- Callejón de Dolores, novela de Francisco Pérez de Antón.
- Narcopólis (en), novela de Jeet Thayil.
- El pianista recostado en el opio, novela de Alexandra Risley.
- Canción de tumba, novela de Julian Herbert.
- Historia general de las drogas, de Antonio Escohotado.
- Los cigarros del faraón y su continuación El loto azul, de Georges Remi, álbumes de la serie de cómic francobelga "Las aventuras de Tintín", cuya trama gira alrededor del tráfico de esta sustancia. El título del segundo álbum es, precisamente, el nombre de un fumadero de opio clandestino situado en China.
- Opio en las nubes, novela de Rafael Chaparro Madiedo.